# Роулингс, Хантер III
Хантер Рипли Роулингс III (14 декабря 1944, Норфолк, США) — американский антиковед, президент Корнеллского университета (1995—2003).
Учился в Хаверфордском колледже и Принстонском университете. В 1987—1995 годах был 17-м президентом Университета Айовы, и в 1995—2003 годах — 10-м президентом Корнеллского университета (в 2005—2006 годах и в 2016—2017 годах исполнял обязанности президента). В настоящее время является профессором на кафедре классической литературы и почетным президентом университета.
В 2011—2016 годах занимал пост президента Ассоциации американских университетов. Является членом Американской академии искусств и наук, а также входит в правление Американской школы классических исследований в Афинах, Хаверфордского колледжа и Фонда национальной академии.
Автор книги о структуре «Истории Пелопонесской войны» Фукидида.